# Francesco Fausto Nitti
Francesco Fausto Nitti (Pisa, 2 settembre 1899 – Roma, 28 maggio 1974) è stato un antifascista e partigiano italiano.
Fu fra i fondatori di diverse organizzazioni di primo piano dell'antifascismo, fra le quali Giustizia e Libertà.

## Biografia
Figlio di Vincenzo, un pastore evangelico, e di Paola Ciari, nonché pronipote dell'ex presidente del Consiglio Francesco Saverio Nitti, partì volontario nella prima guerra mondiale, e fu promosso sergente per meriti di servizio e insignito di croce al merito di guerra.
Ottenuto a Roma il diploma di maturità classica, si iscrisse alla Facoltà di Giurisprudenza all'Università di Roma. Successivamente all'aggressione patita dal prozio ex presidente del Consiglio ad opera di squadristi, si dedicò alla politica clandestina e diede vita insieme ad altri ad una società segreta denominata "Giovane Italia".

### Al confino
Il 1º dicembre 1926 fu condannato a cinque anni di confino e destinato dapprima a Lampedusa poi a Lipari. Qui conobbe Carlo Rosselli ed Emilio Lussu, con i quali evase il 27 luglio 1929 su un natante condotto da Italo Oxilia. Condotto insieme ai compagni di fuga prima in Tunisia e poi in Francia, a Parigi scrisse una cronaca della fuga pubblicata nel 1929 in inglese col titolo di Escape, in edizione italiana solo nel 1946 (Le nostre prigioni e la nostra evasione, Prefazione di Francesco Saverio Nitti, Napoli, ESI, 1946), che ebbe un discreto successo editoriale e fu tradotta in diverse lingue.
Fu uno dei fondatori di Giustizia e Libertà. Si stabilì in seguito a Périgueux, donde mosse nel marzo del 1937 alla volta della Spagna nel pieno della sua guerra civile.

### Nella guerra civile spagnola
Quivi assunse il comando del battaglione Rojo y Negro, prevalentemente composto da giovani anarchici inquadrati nell'esercito repubblicano; di lì a poco il battaglione si sarebbe vanamente impegnato nella battaglia di Huesca, in sostegno alla XII brigata internazionale "Garibaldi". Nel successivo agosto fu vittorioso a Codo e a Belchite, poi fu assegnato al 3º battaglione della 153ª brigata mista. Con questa visse la ritirata, partecipando (inquadrato in un reparto di artiglieria) alla battaglia dell'Ebro.
Tornato in Francia, fu internato nel campo di Argelès-sur-Mer, poi inviato al castello di Collioure per questioni disciplinari. Qui organizzò uno sciopero della fame dei detenuti interrotto grazie alla pressione dell'opinione pubblica.

### Nella seconda guerra mondiale
Trasferitosi a Tolosa, fu uno degli organizzatori di una rete spionistica clandestina per conto del Bureau central de renseignements et d'action della Francia libera. Nel dicembre 1941 il reseau Bertaux di cui faceva parte fu smantellato in seguito all'arresto di uno dei suoi membri; anche Nitti fu arrestato e condannato ad un anno di reclusione che scontò fra Lodève, Mauzac e Saint-Sulpice-la-Pointe. Terminata la reclusione fu però ulteriormente internato a Le Vernet come straniero pericoloso. Di qui il 30 giugno 1944 fu deportato dai nazisti (su un treno in seguito sinistramente noto come le train fantôme, il treno fantasma) verso il campo di concentramento di Dachau, ma durante il lungo viaggio riuscì rocambolescamente ad evadere nella zona della Haute Marne.
Si aggregò alla Resistenza francese, con i partigiani di Varennes-sur-Amance, nel successivo agosto fu smobilitato.
Al termine delle ostilità fu insignito in Francia della Médaille de la Résistance, mentre in Italia ebbe a dirigere per l'ANPI la rivista Patria Indipendente. Fu poi consigliere comunale a Roma. In occasione delle elezioni politiche del 1968 si candidò per il Partito Socialista Unificato alla Camera dei deputati nella circoscrizione Roma-Viterbo-Latina-Frosinone, non risultando eletto.

### Massoneria
Non si conosce l'anno di adesione alla Massoneria. A Parigi stabilì intensi contatti con la locale massoneria, cui già aderiva in Italia, e fu membro della Loggia "Italia Nuova" di Parigi, all'Obbedienza della Gran Loggia di Francia e quale rappresentante dell'antifascismo tenne conferenze negli anni Trenta presso numerose logge francesi, che grazie alle sue buone capacità oratorie e alla sua padronanza del francese riscuotono notevolissimo successo di pubblico. In questo ambiente anche organizzò la partecipazione massonica a fianco della repubblica nella guerra civile spagnola. All'indomani della Seconda Guerra Mondiale aderì al Grande Oriente d'Italia e fu maestro venerabile della Loggia "Scienza e Umanità" all'Oriente di Roma.

## Opere
- Chevaux 8, Hommes 70 (1944)
- Le nostre prigioni e la nostra evasione (1946)
- Il maggiore è un rosso (1953)
- La massoneria spagnola nella guerra civile e dopo (1971)